# Schimmelpenninck (Adelsgeschlecht)

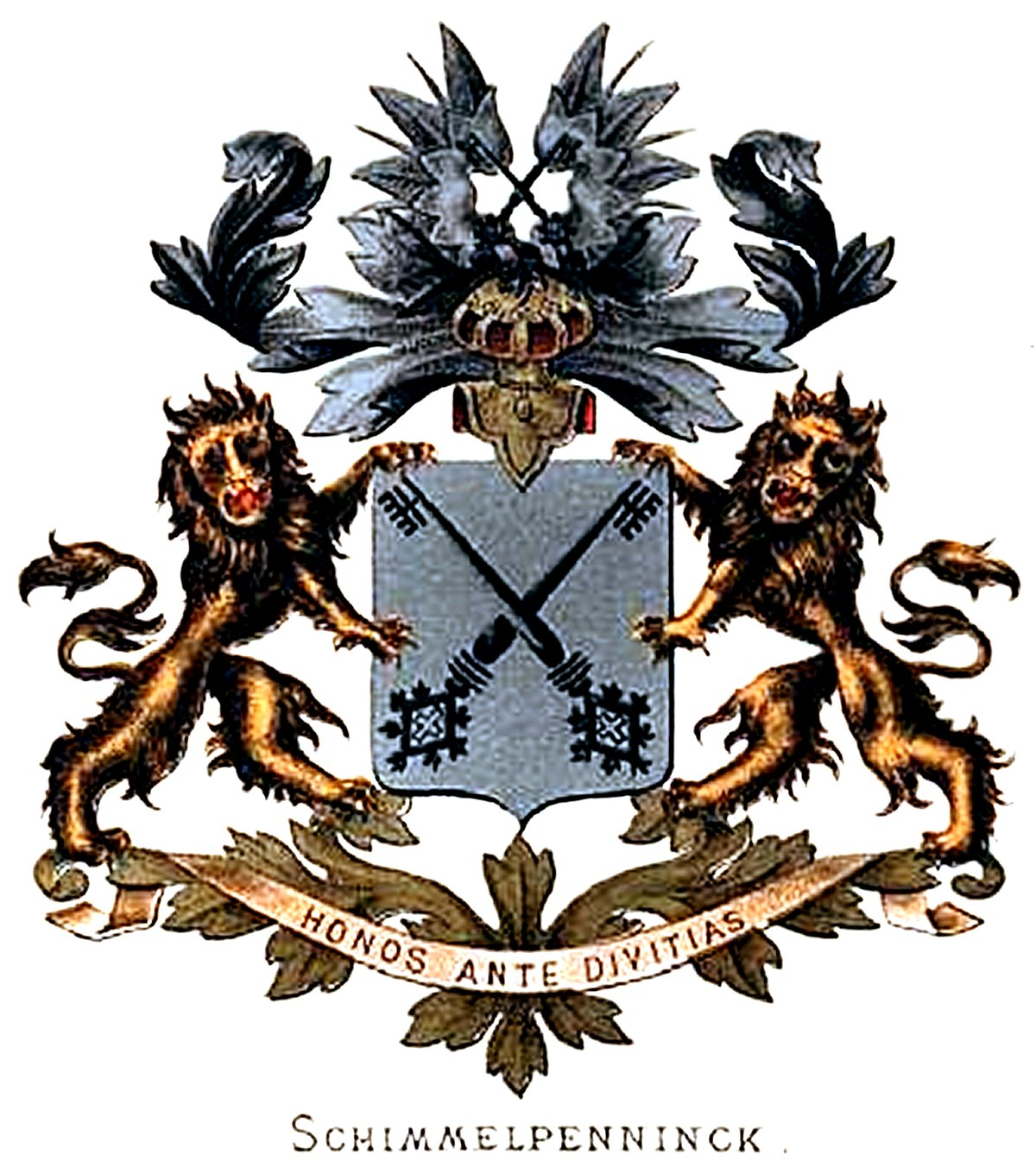
Das Wappen der Schimmelpenninck

Das adelige Geschlecht der Schimmelpenninck (van der Oye) (auch Schimmelpfennig von der Oye) entstammte der niederländischen Stadt Zutphen. In der genealogischen Fachliteratur wird eine Linie als im Mannesstamm erloschen bezeichnet und die Familie als Buhl gen. Schimmelpfennig von der Oye fortgeführt, im Bezug auf den Stammvater Friedrich Buhl.
Die Familie ist zu unterscheiden von dem niederländisch-belgisch-westfälischen von der Oye.

## Geschichte

### Herkunft
Die Familie hatte ihren Ursprung womöglich in Duisburg, wo sie um 1300 vermeldet wurde. Laut älteren Quellen ist die Familie von rittermäßigem Adel, und ihre Mitglieder waren auch in der klevischen Ritterschaft als auch im Patriziat der Stadt Köln vertreten. Aus einem Duisburger Archiv geht hervor, dass sich Conradus Schimmelpenninck 1319 in Reval (heutiges Tallinn in Estland) aufhielt. In der Stadt Duisburg werden 1350 Claes Schimmelpenninck, und 1390 dessen beide Söhne Jacob und Herman, die seitens des Kölner Erzbischof Friedrich Freies Geleit bekamen. Gerhardus Schimmelpenninck († 1339) scheint 1314 mittels eines Kaufvertrages in der Stadt Köln auf, und 1317 wird ein Conradus Schimmelpenninck († 1347) erwähnt, dessen Abstammungen in Köln bis 1423 nachgewiesen werden können.
Wohl aufgrund ihrer Handelstätigkeit verzog eine Linie nach Zutphen. Als erstes Mitglied wird Sander Schimmelpenninck im Jahr 1371 genannt, der an einem Krieg gegen Brabant teilnahm, und dann in der Stadt wohnhaft wurde. Dort stiegen sie in den Weinhandel ein, und stiegen in weiterer Folge in das städtische Patriziat auf. Die geregelte Stammreihe beginnt mit Jacob Schimmelpennink, der bis 1453 Mitglied des städtischen Magistrats war.

### Schimmelpenninck van der Oye
Durch die Ehe von Jacobs Sohn Alexander Schimmelpennink mit Elsabé van der Oye, Erbtochter des Evert van der Oye, im Jahr 1453 übernahm deren Sohn Jacob das Wappen sowie den Familiennamen Schimmelpenninck van der Oye. Deren Mitglieder stellten über zahlreiche Generationen lang Bürgermeister und Schepen von Zutphen, Mitglieder in der Ritterschaft, Verwalter, Ratsherren von Geldern und Zutphen, und gingen Ehen mit bedeutenden adeligen Geschlechtern Overijssels und Gelderlands ein. 1815 wurde diese Familie mit dem Titel Baron in den Neuen Niederländischen Adel aufgenommen.

### Schimmelpenninck

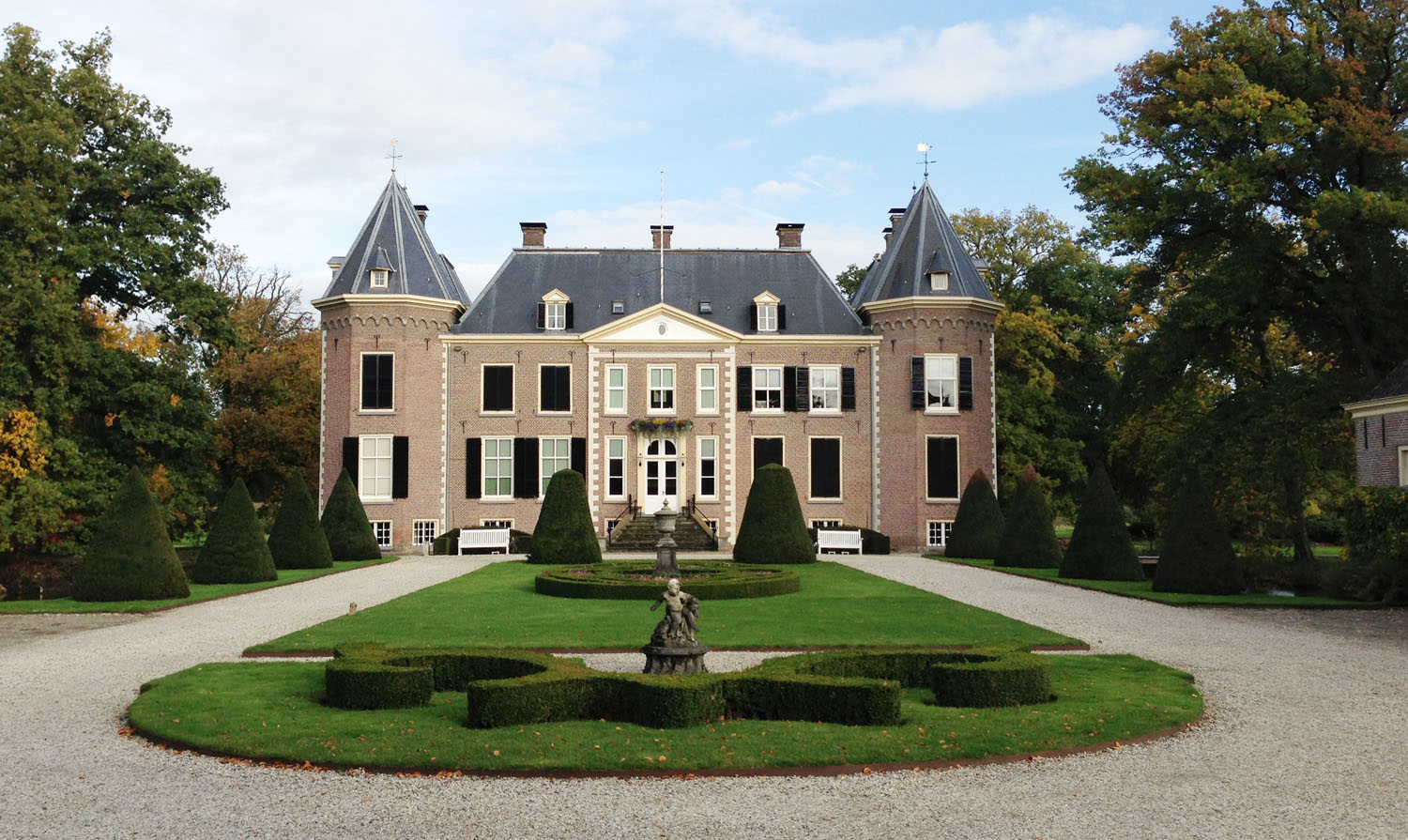
Schloss Nijenhuis bei Diepenheim, seit 1799 Sitz der Grafen Schimmelpenninck

Ein weiteres Familienmitglied, Jacob Johansz Schimmelpenninck (van der Oye) († 1538), hatte mit Johan Jacobsz Schimmelpenninck († 1573) einen außerehelichen Sohn, von dem sich ein Familienzweig, einfach Schimmelpenninck genannt, abspaltete, welche Familienmitglieder mehrheitlich als Verwalter, Goldschmiede oder Leinenweber in der Gegend um Zutphen und Deventer tätig waren. Jene außereheliche Linie wurde Anfang des 19. Jahrhunderts durch den politischen Erfolg Rutger Jan Schimmelpennincks in den neuen niederländischen Grafenstand erhoben. Er erwarb 1799 das Schloss Nijenhuis bei Diepenheim, das seinen Nachfahren bis heute gehört. Auch führten einige außereheliche Schimmelpennincks den französischen Grafentitel, der ihnen durch Napoleon Bonaparte verliehen wurde.

### Preußische und Österreichische Linien

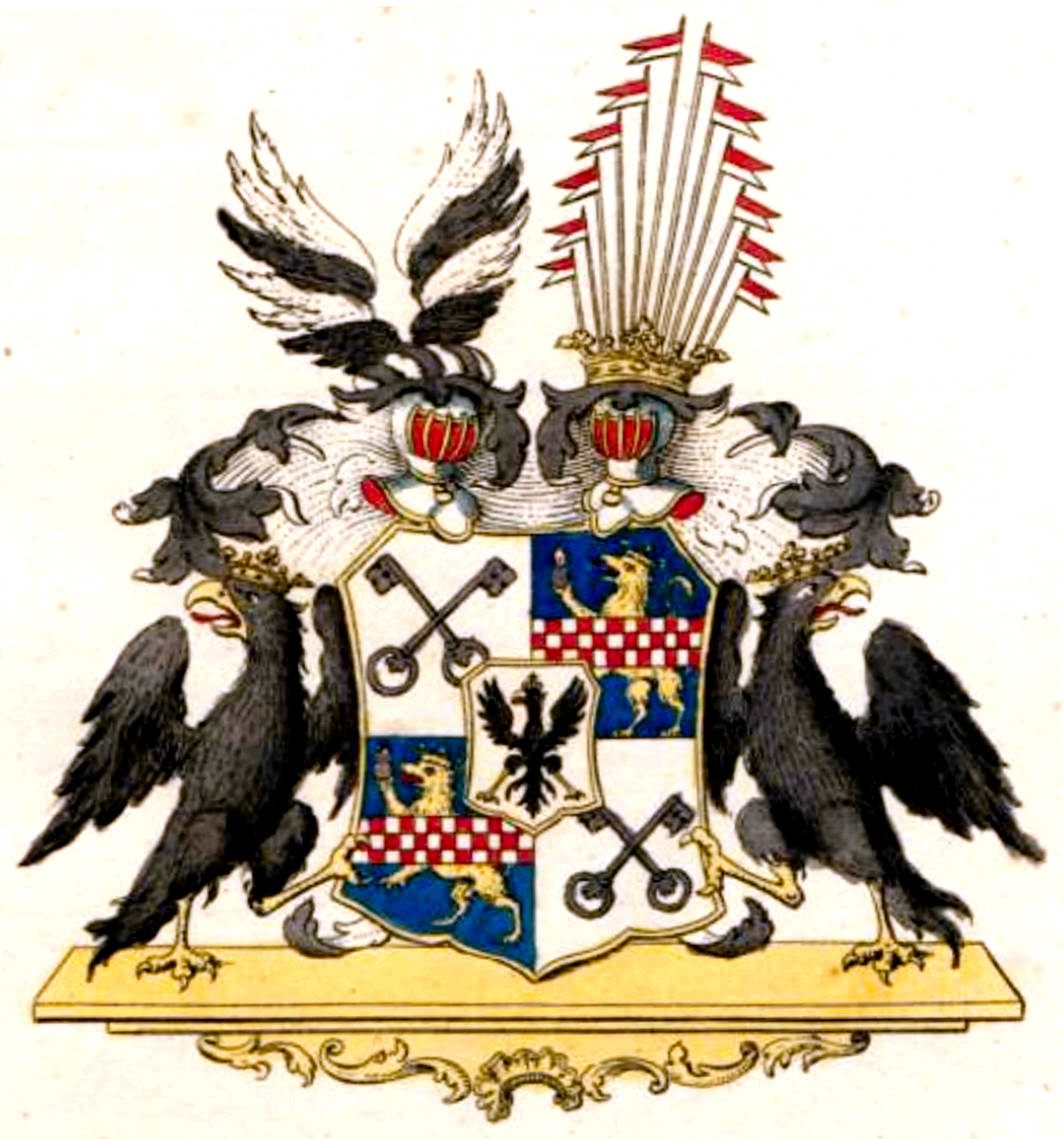
Wappen der preußischen Schimmelpfennig von der Oye von 1788

Die preußische Linie wurde durch Alexander, Christoph und einen dritten namentlich nicht bekannten Bruder aus der Linie Schimmelpenninck van de Oye gestiftet, welche 1602 in Folge von Religionsstreitigkeiten ihr Heimat verließen, und sich im Erzbistum Ermland ankauften und den Namen in Schimmelpfennig umänderten. Die Familie teilte sich in zwei weitere Zweige, einen evangelisch Gläubigen sowie einen Katholischen. Johan Christoph und Balthasar Schimmelpfennig wurde 1650 ein kaiserliches Bestätigungsdiplom für deren alten Adel und deren Wappen ausgestellt. Eine abweichende Meinung davon ist, dass sie dadurch überhaupt erstmals geadelt wurden, da sie bis dato nicht als adelig galten. 1660 wurden dieselbigen in den Freiherrenstand erhoben, wobei eine andere Quelle davon ausgeht, dass diese Erhöhung den Österreichischen Zweig betraf. Neben den Zweigen in Preußen und Österreich bestand auch ein weiterer in Polen. Durch die Übereinkunft mit einem Mitglied des Österreichischen Zweiges nannten sich beide Zweige wieder Schimmelpfenning von der Oye. Im 19. Jahrhundert konnte mit Fröhden in Brandenburg, Kattreinen und Ussainen in Ostpreußen sowie Lomnitz und Petersdorf in Schlesien mehrfach Grundbesitz ausgewiesen werden. Das Gut Zechern (polnisch Urbanowo), heute zur Gmina Dobre Miasto (Guttstadt) zugehörig, im Kreis Heilsberg in Ostpreußen, blieb lange in Familienhand, mindestens bis 1911. Das 517 ha Gut Postehnen im Kreis Bartenstein wurde durch Eberhard Baron von Buhl genannt Schimmelpfenning von der Oye (1898–1945), Ehrenritter des Johanniterordens, bis 1945 betreut. Er starb als Rittmeister d. R. im Weltkrieg.

## Wappen
Das Stammwappen zeigt in Silber zwei ins Andreaskreuz gesetzte schwarze Schlüssel. Auf dem Helm mit schwarz-silbernen Helmdecken ein offener Flug, rechts silbern, links schwarz.
Darstellungen in Siebmachers Wappenbüchern

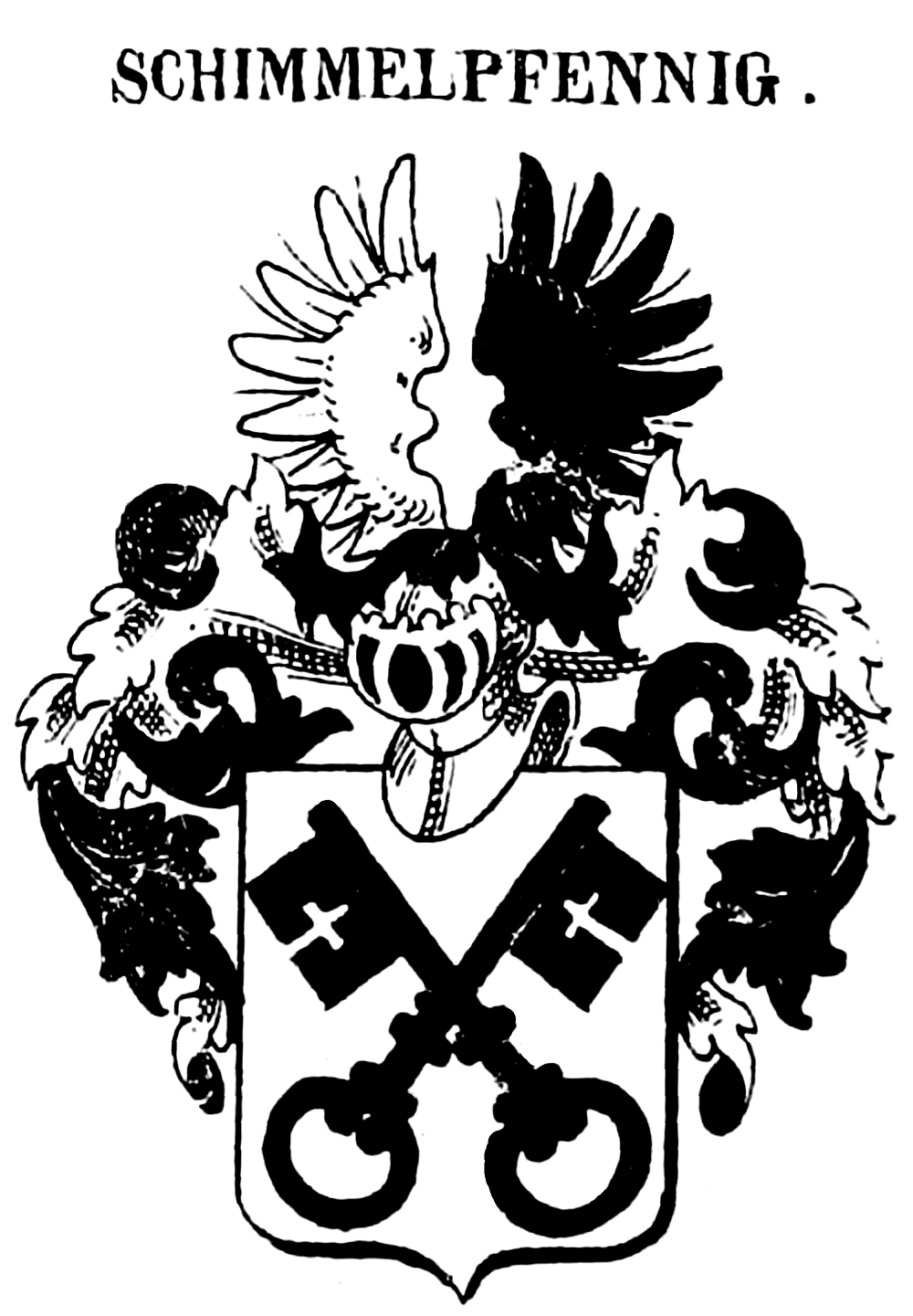
Stammwappen der Schimmelpfennig
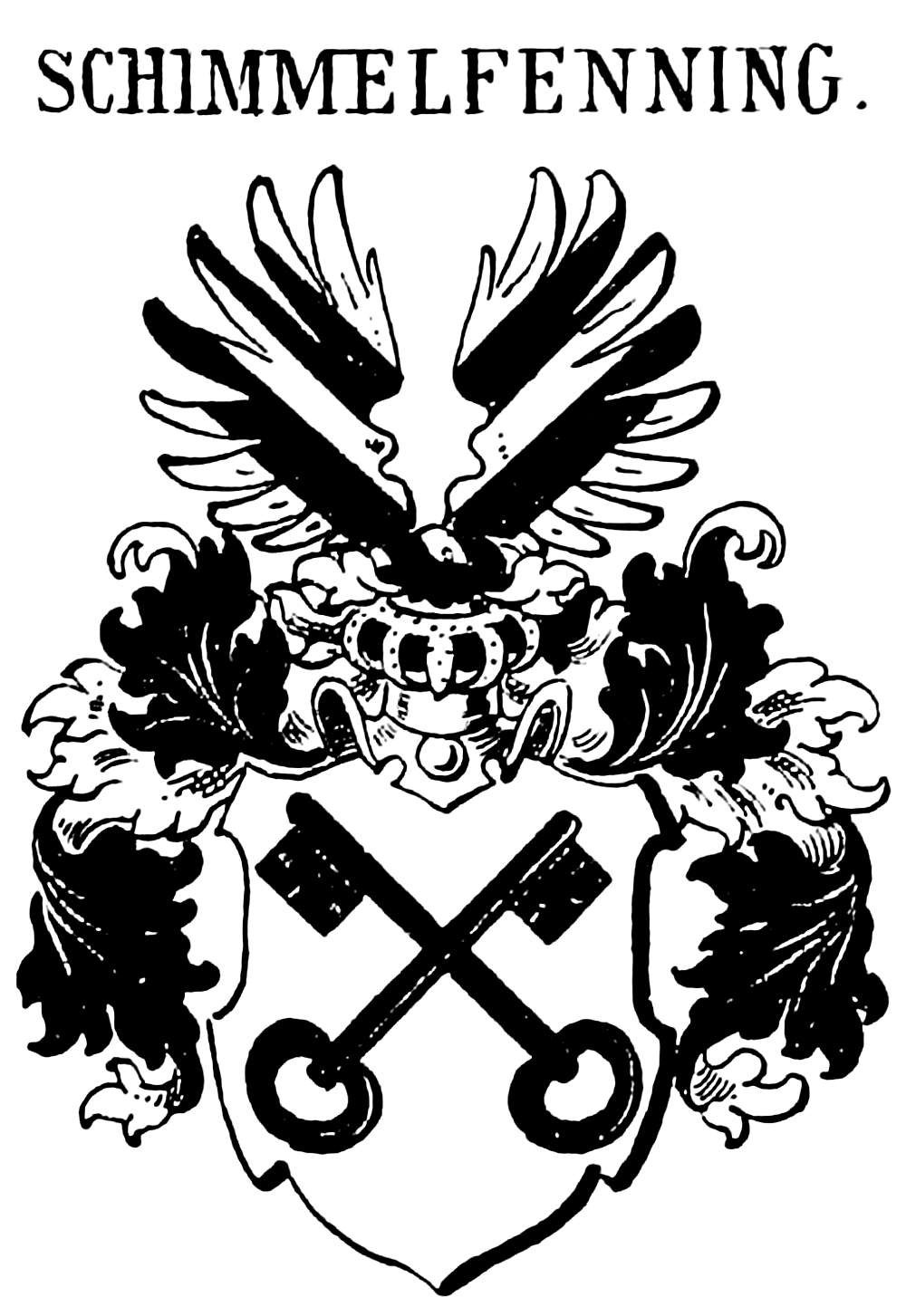
Stammwappen der baltischen Schimmelpfennig
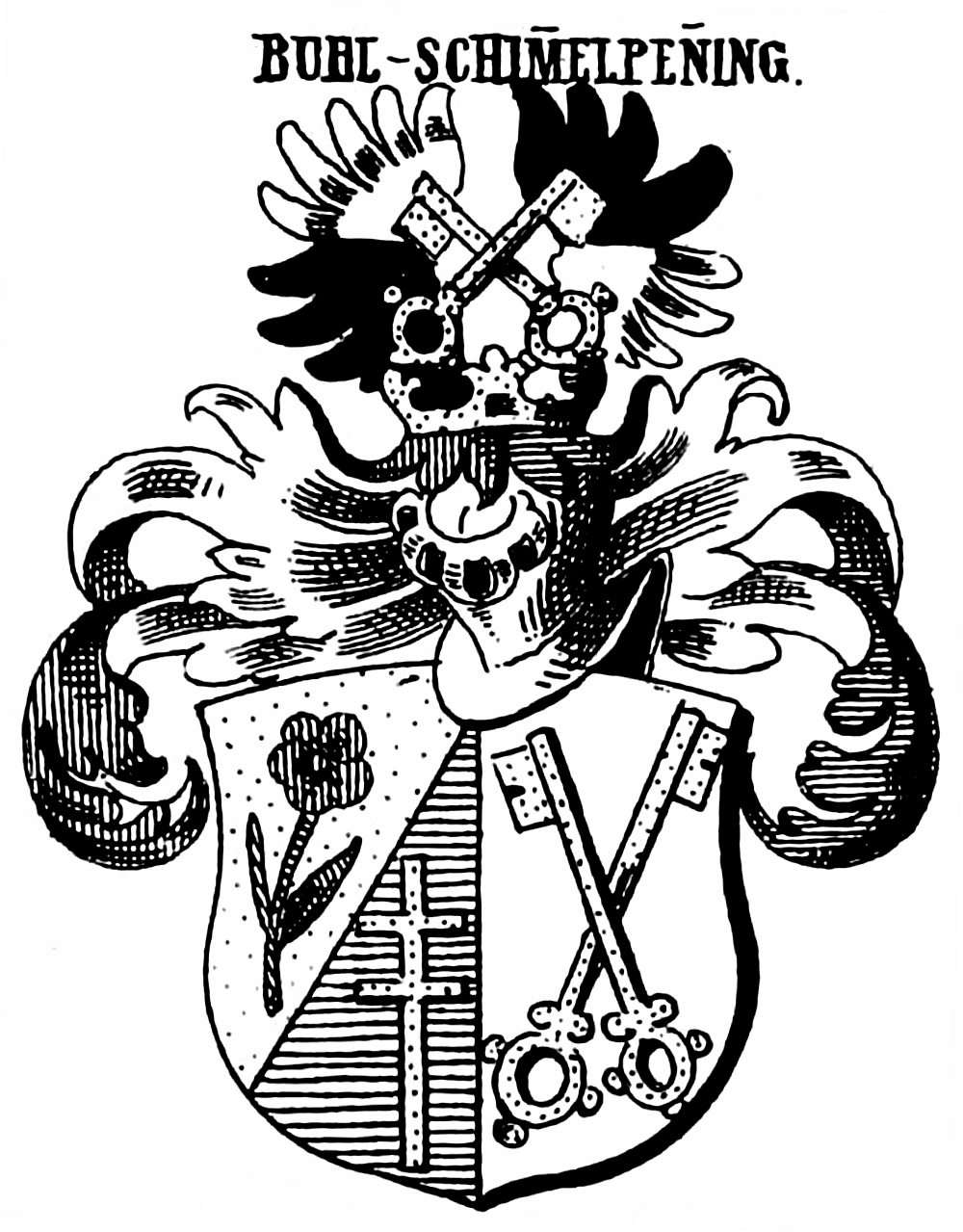
Wappen derer von Buhl–Schimmelpenning
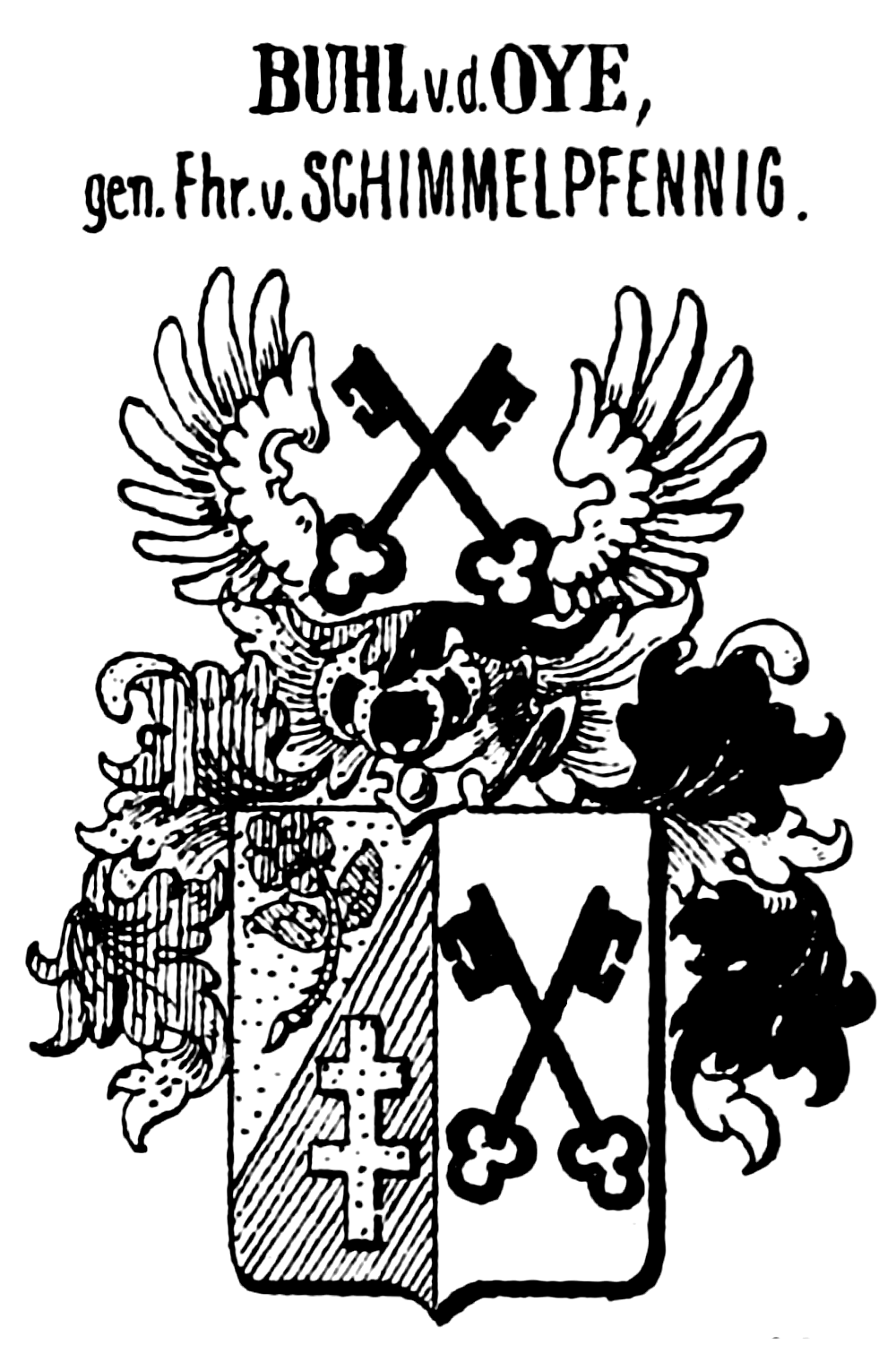
Wappen der Buhl von der Oye, genannt von Schimmelpenning

## Familienmitglieder

### Schimmelpenninck van der Oye
- Willem Anne Schimmelpenninck van der Oye (1800–1872), niederländischer Außenminister
- Willem Anne Assueer Jacob Schimmelpenninck van der Oye (1834–1889), Vorsitzer der Ersten Kammer
- Jan Elias Nicolaas Schimmelpenninck van der Oye (1836–1914), Vorsitzer der Ersten Kammer
- Alexander Schimmelpenninck van der Oye (1839–1918), Kommissar der Königin in Utrecht
- Alphert Schimmelpenninck van der Oye (1880–1943), Vorsitzender des Niederländischen Olympischen Komitees und Mitglied des IOC
- Gratia Schimmelpenninck van der Oye (1912–2012), niederländische Skirennläuferin

### Schimmelpenninck van Nijenhuis
- Rutger Jan Schimmelpenninck (1761–1825), niederländischer Diplomat und Staatsmann (Ratspensionär)
- Gerrit Schimmelpenninck (1794–1863), niederländischer Staat, -Premier- und Außenminister
- Rutger Jan Schimmelpenninck van Nijenhuis (1821–1893), Finanzminister der Niederlande
- Francis David Schimmelpenninck (1854–1924), Kommissar der Königin in Utrecht

### Schimmelpfennig von der Oye in Preußen
- Christian Ludwig Schimmelpfennig von der Oye (1738–1812), deutscher Generalmajor
- Antonie Rosalie Freifrau von Schimmelpfennig von der Oye (1806–1845) wurde mittels ihrer Ehe mit Landgraf Philipp von Hessen-Homburg (1779–1846) zur Gräfin von Naumburg erhoben
- Alexander Schimmelfennig von der Oye (1824–1865), deutscher Militär und Revolutionär, siehe Alexander Schimmelfennig
- Otto Schimmelpfennig von der Oye (1838–1912), deutscher Schauspieler und Theaterintendant
- Friedrich Schimmelpfennig von der Oye (1855–1932), deutscher Generalleutnant